# Dienstwoningen Intimis
De twee landhuizen Guldenhoflaan 2 en 2a vormen een gemeentelijk monument in Baarn in de provincie Utrecht. De huizen zijn bereikbaar via de Ypendael en staan met de zijgevel naar de Guldenhoflaan. Tot de jaren tachtig van de twintigste eeuw waren de woningen alleen bereikbaar via de Ferdinand Huycklaan.
De twee identieke woningen werden in 1928 als dienstwoningen voor de tuinman en de chauffeur van villa Intimis gebouwd, dat in die tijd werd bewoond door de familie Pierson. De huizen hebben een symmetrische voorgevel met daarboven een met riet gedekt wolfsdak. Op het wolfseind bevindt zich een halfrond daklicht.
Op het terrein staan ook twee bijgebouwen de vroegere koetsenstalling en de dienstwoning van de tuinmansknecht.

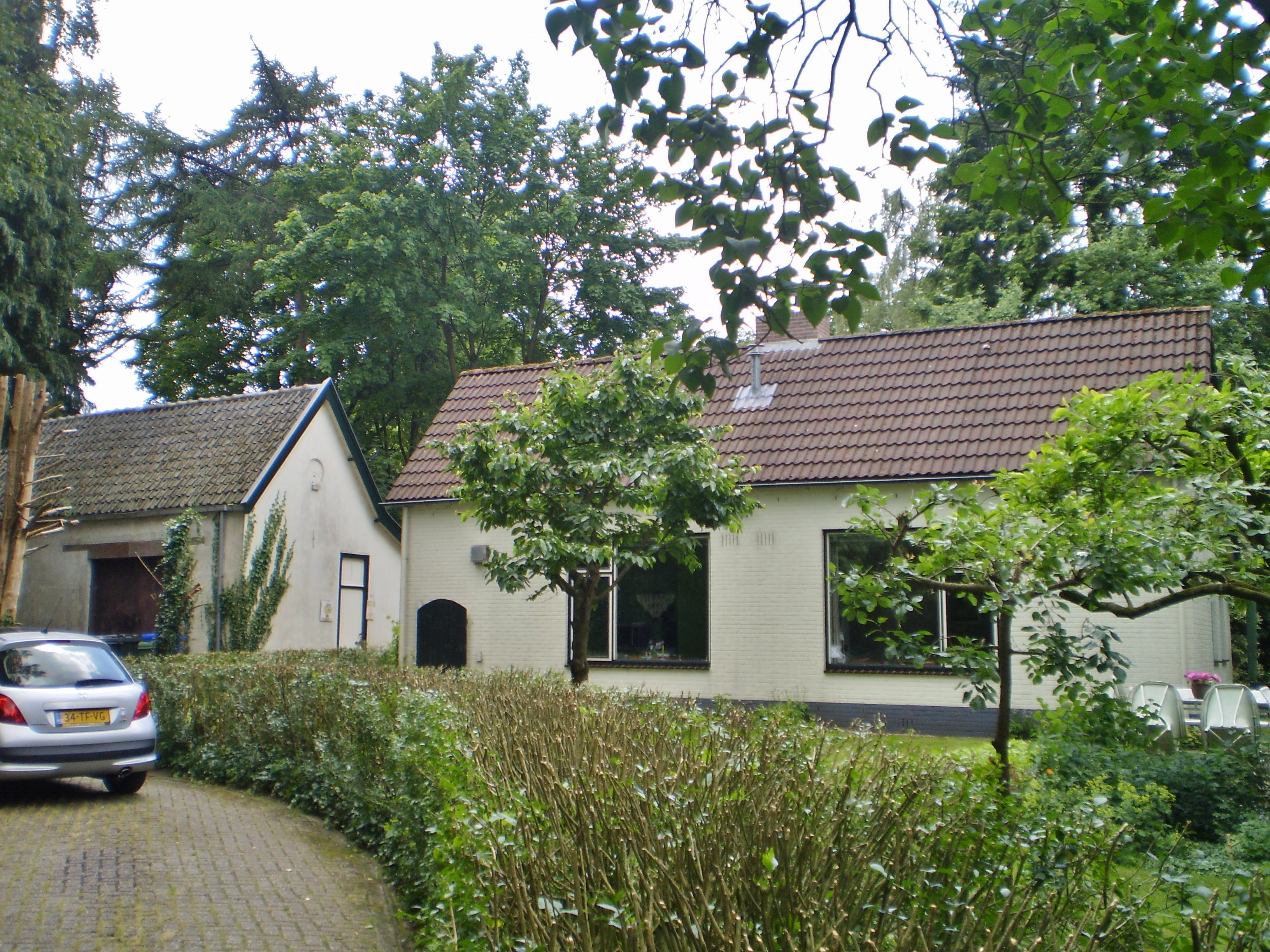
Bijgebouwen